# Sky Primafila
Sky Primafila é um serviço pay-per-view em língua italiana de propriedade da Sky Itália e realizado em seu serviço de televisão por assinatura via satélite. Disponibiliza para aluguel filmes recém lançados e transmissão de eventos.
Lançado em julho de 2003 com 17 canais, cresceu o serviço com 28 canais oferecidos no formato 16:9 Widescreen. Um serviço HDTV foi lançado em 3 de abril de 2009 para 8 canais.